# Mike Douglas (football américain)
Pour les articles homonymes, voir Michael Douglas (homonymie).
Michael « Mike » O'Neal Douglas, né le 18 mars 1983 à Fort Lauderdale en Floride, est un joueur américain de football américain. Il est drafté en NFL Europa en 2007, puis il évolue dans l'Arena Football League de 2007 à 2009. Il joue en France avec les Templiers d'Élancourt depuis 2009.

## Biographie

### Carrière universitaire
Mike Douglas étudie au lycée de Plantation en Floride. Il poursuit ses études à l'université du Massachusetts à Amherst, où il est diplômé en droit. il y pratique aussi le football américain au poste de tight end. Lors de sa saison de débutant en 2002, il dispute 9 matchs et se classe meilleur tight end de son équipe avec 7 réceptions pour un gain de 111 yards, dont une réception de 38 yards. il compte aussi un retour de kickoff de 5 yards. L'année suivante il joue 13 matchs dont 9 en tant que tight end titulaire. Contre Delaware, il inscrit son premier touchdown sur une réception de 5 yards. Il complète 10 réceptions et un gains de 92 yards sur la saison, auxquels il ajoute 4 retour de kickoff pour 18 yards et 2 placage en escouade spéciale. En 2004, il prend part à 11 matchs comme titulaire. Il réalise une superbe saison et devient en fin de saison l'une des pièces maitresse de l'équipe. Au cours de la saison il établit plusieurs de ses records, il capte 4 passes contre Rhode Island pour un gain de 34 yards, il totalise 42 yards contre UNH. Il inscrit 3 touchdowns durant la saison contre Delaware State, New Hampshire et James Madison, pour un total de 183 yards pour 18 réceptions. Pour sa dernière saison universitaire en 2005, il capte 13 passes pour un gains de 211 yards et marque un touchdown. Il bat son record sur un match de yards gagné avec 51 (3 réceptions) lors du match contre Colgate le 29 octobre. Le 5 novembre, il se blesse à la cheville lors du match face à Delaware. En plus de ses capacités de tight end, il démontre une bonne dispositions de bloqueur. Ses performances font de lui un candidat sérieux pour l'équipe All-conference.

### Carrière professionnelle

#### NFL Europe et AFL (2007-2009)
En février 2007, il est retenu par les Centurions de Cologne, lors de la draft de NFL Europa, 112e choix au 19e tour. Toutefois il ne joue aucun match avec les Centurions.
Il rejoint ensuite les Laredo Lobos, un club de l'Arena Football League 2. En novembre, libéré de son contrat par les Laredo Lobos, il signe avec les Kansas City Brigade, une équipe de l'Arena Football League. Son contrat ne dure pas longtemps et le 20 décembre il est remercié.
Le 7 février 2008, il est recruté par les Orlando Predators, club de l'Arena Football League. Pendant la saison il est souvent placé sur la liste des joueurs blessés. Au mois d'août il re-signe avec les Orlando Predators, bien qu'il soit barré à son poste par Odie Armstrong. 

#### Templiers d'Élancourt (Depuis 2009)
En 2009 il évolue toujours au sein des Orlando Predators, cependant en raison de la suspension de la saison il ne dispute aucune rencontre. Il signe alors avec le club français des Templiers d'Élancourt. Il joue son premier match en France le 24 janvier contre les Iron Mask de Cannes. Il s'impose rapidement comme un joueur majeur de l'effectif en défense et contribue occasionnellement en attaque : il inscrit son premier touchdown sur une course contre le Flash de La Courneuve et un deuxième touchdown contre les Spartiates d'Amiens, cette fois sur une passe de Perez Mattison. Avec les Templiers, il participe à l'European Football League. Contre les Lions de Bergame, il réalise une grosse prestation en défense avec 9 placages dont 7 seul et 1 passe contré. En quart de finale contre les Giants de Graz, il est très actif en défense et totalise 10 placages (6 seul) et un sack. Dans le championnat de France, il fait partie des meilleurs défenseur et joue les demi-finales.
Il re-signe avec les Templiers d'Élancourt pour la saison 2010. Blessé, il ne dispute pas tous les matchs du championnat de France, son absence cumulée avec celles d'autres joueurs majeurs du club ce fait ressentir sur la fin de saison du club, notamment lors de la réception des Spartiates d'Amiens qui l'emportent aisément à Élancourt 37 à 7.
En EFL, il réalise une bonne campagne. Il contribue à la large victoire des Templiers contre les Lions de Bergame, sur le score de 29 à 3. Puis à Valence face aux Firebats, il effectue un bon match avec 6 placages et 1 sack.
En 2011, il prolonge une fois encore chez les Templiers d'Élancourt. Barré par une blessure il manque plusieurs matches.
Malgré la descente en division 2 des Templiers, il reste dans l'effectif pour la saison 2012. Encore perturbé par une blessure, il reste tout de même une des pièces maitresses de la défense des Templiers avec qui il joue la finale contre les Kangourous de Pessac. 
De retour à Élancourt pour une cinquième saison avec les Templiers en 2013. Il revient en forme et aide son club à atteindre les demi-finales. Utilisé principalement en défense, à la suite d'une interception il inscrit un touchdown après une course de 72 yards. Il termine la saison avec le plus grand nombre de sack du championnat avec 14 sacks.

## Palmarès
Compétition, trophée (nombre de trophées remportés dans la compétition).

### Honneurs
- Retenu dans le top 100 des joueurs en Floride par Super Prep
- Sélectionné dans la All-County 2d équipe
- Honorable mention All-State
- Titulaire lors du Dade County-Broward County All-Star Game
- Titulaire lors du Broward County North-South All-Star Game
- Sélectionné dans le All-State par l'association des entraîneur de Floride